# Marcin Stefański (koszykarz)
Marcin Stefański (ur. 24 lutego 1983 w Gliwicach) – polski koszykarz, grający na pozycjach niskiego lub silnego skrzydłowego, wychowanek Carbo Gliwice, reprezentant Polski, multimedalista mistrzostw Polski.
Po występach w SMS Warka w młodym wieku wyjechał do Francji, odnosząc sukcesy w tamtejszej lidze w barwach JDA Dijon. Przed sezonem 2006/07 wrócił do Polski, podpisując kontrakt ze Śląskiem Wrocław. Badania antydopingowe zrobione po półfinałowym meczu z Turowem Zgorzelec dały wynik pozytywny i Stefański został zdyskwalifikowany na 2 lata za stosowanie niedozwolonego środka dopingującego (metandienon), co uniemożliwiło mu występ na Mistrzostwach Europy w Hiszpanii 2007. Zawodnik nie przyznał się do świadomego brania dopingu. Kara została skrócona i zakończyła się po roku. Po ogłoszeniu upadłości drużyny ASCO Śląsk Wrocław, został zawodnikiem Górnika Wałbrzych. Od 1.02.2009 jego nowym klubem stał się Turów Zgorzelec. W latach 2009–2012 reprezentował klub Trefl Sopot. W czerwcu 2012 podpisał kontrakt ze Śląskiem Wrocław. Jako że klub nie przeszedł jednak procesu przyznawania licencji na grę w PLK, Stefański podpisał nową umowę z Treflem Sopot.
Po rozegraniu 9 sezonów w drużynie z Sopotu, 21 czerwca 2018 zakończył karierę sportową, jako zawodnik Trefla Sopot. Podczas pierwszego spotkania sezonu 2018/2019 wszedł na boisko na 3 sekundy, kończąc tym samym definitywnie swoją karierę zawodniczą.
4 marca 2019 został trenerem Trefla Sopot.

## Osiągnięcia
Na podstawie, o ile nie zaznaczono inaczej.
Drużynowe
- Wicemistrz Polski (2009, 2012)
- Brązowy medalista mistrzostw Polski (2007, 2008, 2014)
- Zdobywca:
  - pucharu Polski (2012, 2013)
  - Superpucharu Polski (2012, 2013)
- Finalista pucharu Polski (2008)
- Ćwierćfinalista mistrzostw Francji (2004)

Reprezentacja
- Uczestnik:
  - mistrzostw Europy U-16 (1999 – 10. miejsce)
  - kwalifikacji do mistrzostw Europy:
    - 2003, 2005
    - U-20 (2002)
    - U-18 (2000)